# Ягодин, Василий Александрович
Василий Александрович Ягодин (11 [23] апреля 1870, Ключи, Керенский уезд, Пензенская губерния — 22 декабря 1937, Бутовский полигон, Московская область) — протоиерей, святой Русской православной церкви, причислен к лику святых как священномученик в 2000 году для общецерковного почитания.

## Биография
Родился в семье священника.
В 1890 году окончил Пензенскую духовную семинарию. Назначен псаломщиком и учителем церковно-приходской школы. Женился (жена Юлия Яковлевна), имел трёх дочерей.
В 1891 году рукоположён во священника ко храму в селе Ильмино Пензенской губернии.
В 1895 году назначен военным священником в укрепление Чикишляр Закаспийской области.
C 1904 года — священник 221-го пехотного Троицко-Сергиевского полка в Москве и благочинный 56-й пехотной дивизии.

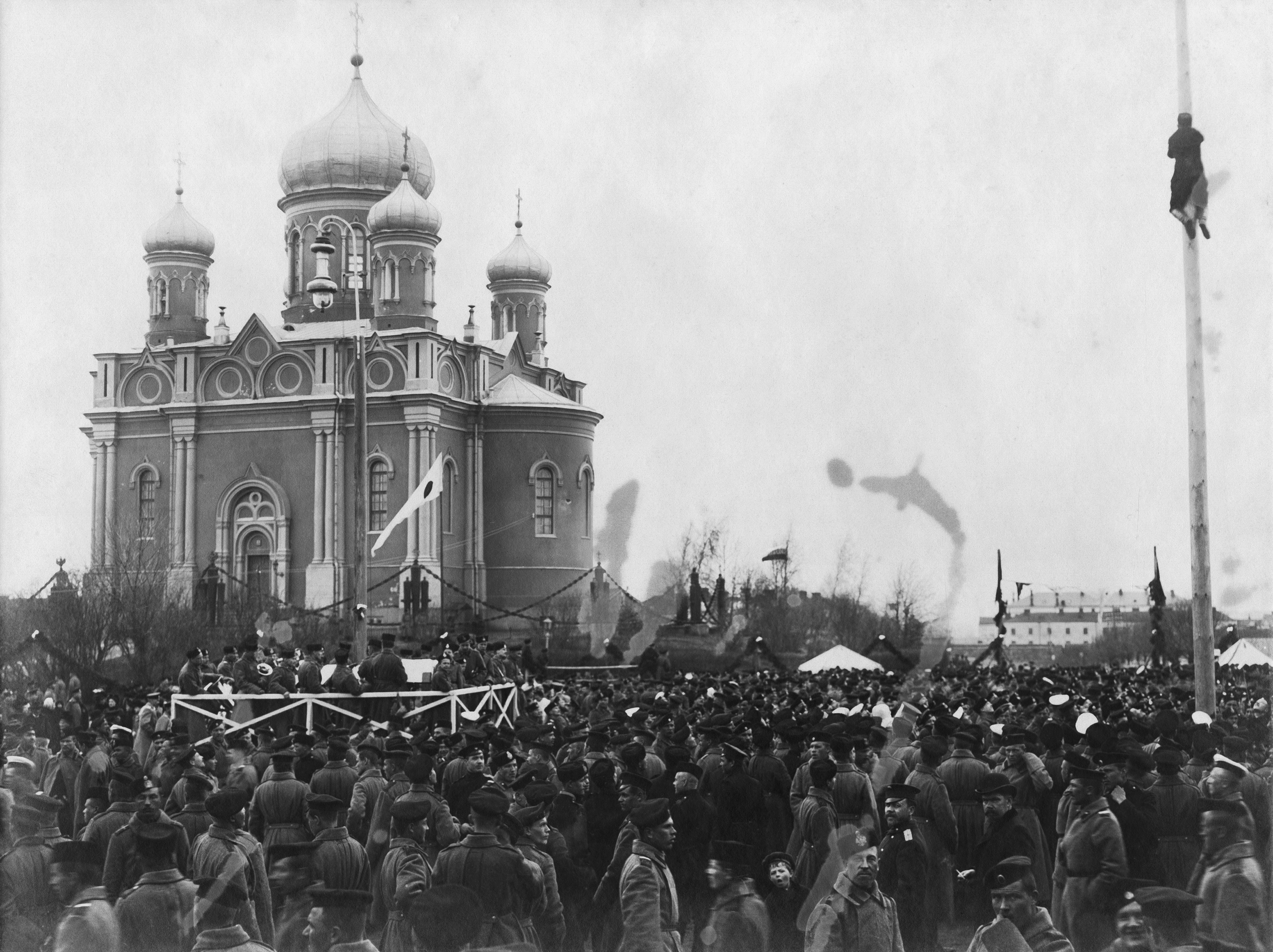
Собор Святого Александра Невского в крепости Свеаборг

В 1911 году назначен настоятелем собора Александра Невского в крепости Свеаборг Нюландской губернии (современная Финляндия). В том же году митрополитом Московским Владимиром (Богоявленским) возведён в сан протоиерея.
В 1918 году назначен в Церковь Харитона Исповедника в Огородниках в Москве по просьбе общины храма.
16 апреля 1931 года был арестован по обвинению в антисоветской деятельности и заключен в Бутырскую тюрьму. Проходил по групповому делу «Алексинского Ф. Н. и др. Москва. 1931 г.» Через три дня был освобождён за недоказанностью обвинения.
Весной 1937 года был назначен настоятелем московского Богоявленского кафедрального собора в Дорогомилове вместо арестованного протоиерея Александра Лебедева.

## Второй арест и мученическая кончина
11 декабря 1937 года был арестован весь причт московского кафедрального Богоявленского собора в Дорогомилове, в том числе настоятель собора протоиерей Василий Ягодин и священник Александр Буравцев. На показания одного из лжесвидетелей отец Василий отвечал:

Мы — старики, нам жить осталось мало, нужно молодёжь воспитывать в духе христианской истины, молодёжи необходимо рассказывать о великом прошлом русского народа, который снова возродится как великая национальная держава…
Виновным в антисоветской агитации себя не признал.
Тройка УНКВД по Московской области постановлением от 20 декабря 1937 года приговорила протоиерея Василия Ягодина к расстрелу по ст. 58 п. 10—11 за «руководство контрреволюционной фашистской группой церковников».
Расстрелян 22 декабря 1937 года вместе со священником Александром Буравцевым и погребён на Бутовском полигоне.

## Награды
- 1921 Награждён палицей.
- 1923 Патриарх Тихон наградил его митрой.

## Канонизация
Причислен к лику святых новомучеников и исповедников Российских для общецерковного почитания Деянием Юбилейного Архиерейского Собора Русской Православной Церкви, проходившего 13—16 августа 2000 года в г. Москве.
День памяти: 9/22 декабря и в Соборе святых новомучеников и исповедников Российских.